# Lisa Klein
Lisa Klein   (Saarbrücken, 15 de juliol de 1996) és una ciclista alemanya professional des del 2015 i actualment ha fet una pausa en la seva carrera esportiva. Combina la pista amb la carretera, i ha obtingut campionats nacionals en ambdues especialitats.

## Palmarès en pista
- 2013
  -  Campiona d'Alemanya en Scratch
- 2016
  -  Campiona d'Alemanya en Persecució
- 2018
  -  Campiona d'Alemanya en òmnium
- 2021
  -  Medalla d'or en persecució per equips, Jocs Olímpics de Tòquio[2]
- 2022
  -  Campiona d'Europa en persecució per equips
- 2025
  -  Campiona d'Alemanya en Persecució per equips

## Palmarès en carretera
- 2014
  -  Campiona d'Alemanya júnior en ruta
  -  Campiona d'Alemanya júnior en contrarellotge
- 2017
  -  Campiona d'Alemanya en ruta
  - Vencedora d'una etapa al Giro de Toscana-Memorial Michela Fanini
- 2018
  - Vencedora d'una etapa al Gran Premi Elsy Jacobs
- 2019
  -  Campiona d'Alemanya en contrarellotge
  - 1a al BeNe Ladies Tour i vencedora de dues etapes
  - 1a al Bloeizone Fryslân Tour
  - Vencedora d'una etapa a la Volta a Turíngia
  - Vencedora d'una etapa a la Simac Ladies Tour
- 2021
  - 1a al BeNe Ladies Tour i vencedora d'una etapa

### Resultats a les Grans Voltes

#### Giro d'Itàlia
- 2017: 59a posició
- 2020: 74a posició
- 2023: Abandona a la 8a etapa